# Armênia (província do Império Sassânida)
Armênia (em persa médio: 𐭠𐭫𐭬𐭭𐭩, Armin) ou Persarmênia (em armênio/arménio: Պարսկահայաստան; romaniz.: Parskahayastan), era província do Império Sassânida. O Reino da Armênia esteve sob suserania persa desde 252, no reinado do xá Sapor I (r. 240–270). Em 287, sob Narses I (r. 270–287), a dinastia arsácida é restaurada sob Tirídates III. Em 387, o imperador Teodósio I (r. 378–395) e Sapor III (r. 383–388) assinam a Paz de Acilisena segundo a qual o Reino da Armênia seria repartido entre o Império Romano e o Império Sassânida; a porção romana torna-se uma província após a morte do rei Ársaces III, enquanto a porção sassânida continuou a existir como um reino vassalo até 428, quando Artaxias IV é deposto e a dinastia é abolida pelo xá Vararanes V (r. 420–438).
A deposição do rei foi peticionada pela nobreza armênia e Vararanes nomeou Vemir-Sapor como marzobã do país (governador fronteiriço), o que iniciou o chamado Marzobanato da Armênia (em armênio/arménio: Մարզպանական Հայաստան; romaniz.: Marzpanakan Hayastan), um período no qual marzobãs, nomeados pelo xá, governaram a Armênia Oriental, em oposição a Armênia Ocidental, governada por príncipes armênios, e depois governadores, sob suserania do Império Bizantino. Esse período se encerra com a conquista muçulmana da Armênia no século VII e a criação do Emirado da Armênia sob suserania do Califado Ortodoxo.

## História
Durante o reinado do imperador Teodósio I (r. 378–395), provavelmente em 387, o Império Romano, na tentativa de firmar uma paz definitiva com Sapor III (r. 383–388) do Império Sassânida, oficialmente dividiu o Reino da Armênia em duas na Paz de Acilisena, cada parte governada por um rei cliente. Após a morte de Ársaces III (r. 378–389),[a] o rei cliente romano, a monarquia da porção romana foi abolida e a região redividida em várias províncias. Na porção persa, contudo, a monarquia persistiria até 428, quando Artaxias IV (r. 422–428) foi destronado pelo xá Vararanes V (r. 420–438).
Os cadetes da família, por segurança, emigraram ao Império Bizantino. Para governar a Armênia, os reis sassânidas nomearam governadores, ou marzobãs, geralmente escolhidos entre os nobres armênios. Este sistema duraria até o século VII. O imperador Heráclio (r. 610–641), ao travar sua guerra contra o Império Sassânida, conquista porções da Armênia em 627. Em 646, o título de marzobã foi transformado em príncipe e Constante II (r. 641–668) conservou o direito de nomeá-los.

## Governantes

### Reis vassalos
- Hormisda I (r. 252–270)
- Narses I (r. 270–287)
- Cosroes IV (r. 387–392)
- Vararanes Sapor (r. 392–414)
- Sapor I (r. 415–420)
- Artaxias IV (r. 420–428)

### Marzobãs
- Vemir-Sapor (428–442)
- Vasaces I (442–452)
- Adur Hormisda (Adrormisda) (452–465)
- Adar Gusnaspe (465–481)
- Isaque II Bagratúnio (481–482)
- Sapor Mirranes (482)
- Vaanes I Mamicônio (provisório) (482–483)
- Zarmir, o Azarapates (ocupação militar) 483
- Sapor de Rei (483–484)
- Vaanes I Mamicônio (segunda vez) (484–505/510)
- Bardas Mamicônio (irmão) 505/510-509/514
- marzobãs desconhecidos (509/514–518)
- Mecécio I Genúnio (518–548)
- Gusnaspe Vararanes (548/552–552/554)
- Tamsapor (552/554–560)
- Varasdates (560–564)
- Surena (564–572)
- Vardanes Vesnaspe (572–573)
- Glones Mirranes (573–575) (580?)
- Tamcosroes (577–579)
- Varaz Vezur (579)
- Palave (579–586)
- Afraates (586–590)
- Fraortes (590–591)
- Musel II Mamicônio (591)
- Fraortes (segunda vez) (591–592)
- Vários governadores (592–605)
  - Vindatacã
  - Naquivefagã
  - Meraquebute
  - Iasdém
  - Butema
- Simbácio IV Bagratúnio (599–607)/(604–611 ou 616/7)
  - Saíno (611–613) (como pagospano)
  - Xaraiempete (611–613) (como marzobã)
  - Parsenasdates (613)
- Governador(es) desconhecido(s) (613–616)
- Nandar Gusnaspe (616–619)
- Sarablangas (619–624)
- Razates (624–627)
- Basterotes II Bagratúnio (628–634) (porção persa)
- Mecécio II Genúnio (628–635/637) (porção bizantina)
- Davi Sarones (635/637–638/640)
- Teodoro Restúnio (638/640–653)
  - Basterotes II Bagratúnio (645/646)

Possíveis marzobãs
- Vaanes III Camsaracano (por 10 anos)[8]
- Tigranes I Mamicônio[8]